# Павлів (Шептицький район)
Па́влів — село в Україні, у Шептицькому районі Львівської області. Населення становить 3828 осіб.

Філіальний костел

Філіальний костел у Павлові постав у 1914 році, збудували його на кошти парафіян.
В с. Павлів розташований Радехівський цукровий завод.

## Населення

### Мова
Розподіл населення за рідною мовою за даними перепису 2001 року:
| Мова            | Кількість | Відсоток |
| --------------- | --------- | -------- |
| українська      | 3803      | 99.35%   |
| російська       | 17        | 0.44%    |
| білоруська      | 2         | 0.05%    |
| румунська       | 2         | 0.05%    |
| інші/не вказали | 4         | 0.11%    |
| Усього          | 3828      | 100%     |

## Відомі люди
- У селі жив, помер і похований Корнель Уєйський (пол. Kornel Ujejski) — польський поет.

### Відомі уродженці
- Іван Гриньох — український богослов, громадський та політичний діяч, капелан. Дійсний член НТШ;
- Даніель Кальмус — архітектор Львова;
- Ірина Ярема  —казахська й українська художниця, майстриня прикладного мистецтва.